# NGC 2516
NGC 2516或鑽石星團是尼可拉·路易·拉卡伊於1751-52年間在南天船底座發現的疏散星團。
由於這些恆星有很高的清晰度，因此被稱為鑽石星團。這個星團本身在黑暗的夜空中用裸眼就能看見，但是使用雙筒望遠鏡的效果會更好。鑽石星團包含兩顆美麗的5等紅巨星和三對雙星，但至少需要一隻小的望遠鏡才能分辨這些雙星。
NGC 2516和最近在蛇夫座附近發現的星團Mamajek 2有相似的年齡和金屬量。最近，E. Jilinksi和合作者提出了動力學上的證據，認為這兩個恆星集團都是在1億3,500萬年前經由相同的恆星產生過程形成的。

## 外部連結
- WikiSky上关于NGC 2516的内容：DSS2, SDSS, GALEX, IRAS, 氢α, X射线, 天文照片, 天图, 文章和图片